# لاسکاروو
لاسکاروو (به بلغاری: Laskarevo) یک منطقهٔ مسکونی در بلغارستان است که در ساندانسکی واقع شده‌است.